# Waleri Jakowlewitsch Brjussow

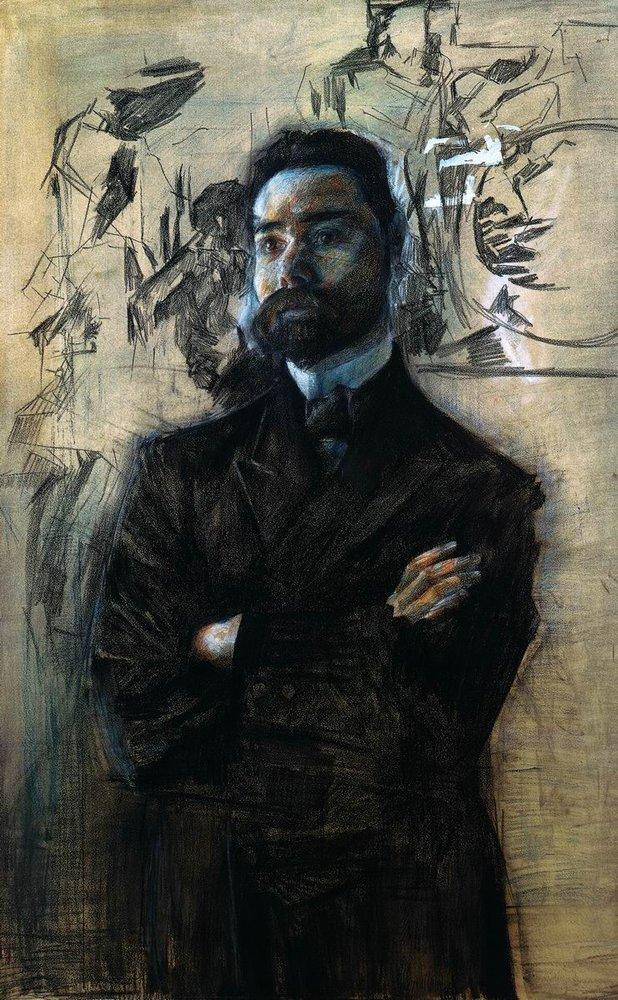
Porträt, letzte malerische Arbeit von Michail Alexandrowitsch Wrubel 1906 vor dessen Erblindung

Waleri Jakowlewitsch Brjussow (russisch Валерий Яковлевич Брюсов, wiss. Transliteration Valerij Jakovlevič Brjusov; * 1. Dezemberjul. / 13. Dezember 1873greg. in Moskau; † 9. Oktober 1924 in Moskau) war ein russischer Schriftsteller und Dichter des Symbolismus.

## Leben
Der Sohn eines Kaufmanns studierte 1892–1899 in Moskau Geschichte und veröffentlichte in dieser Zeit unter dem Einfluss des französischen Symbolismus erste Gedichte, vor allem aber zunächst wissenschaftliche Arbeiten zur russischen Lyrik. 1903 gab er Puschkins Briefe heraus. 1904–1909 leitete Brjussow die Zeitschrift Wesy (Die Waage), mit der er zum Exponenten des russischen Symbolismus wurde. Er übersetzte auch, wandte sich zunehmend der Prosa zu und reiste häufig nach Westeuropa. Im Ersten Weltkrieg als Übersetzer aus dem Armenischen  erlahmte seine künstlerische Kraft. Brjussow trat 1920 im Gegensatz zu den anderen Symbolisten der Kommunistischen Partei bei. In verschiedenen Positionen künstlerischer Institutionen vor allem organisatorisch tätig, begründete er 1921 die Hochschule für Literatur und Kunst. Seiner Schülerin Adelina Adalis (1900–1969) widmete er eine Reihe von Gedichten.
Die Kunstwissenschaftlerin und Restauratorin Wera Grigorjewna Brjussowa war eine Schwägerin Brjussows.

## Werke
Brjussows Symbolismus war vorwiegend formal bestimmt. Seine Werke sind höchst kunstvoll gestaltet, jedoch von kühlem, verstandesbestimmtem Geist dominiert. Seine künstlerischen Vorbilder waren vor allem die Franzosen Charles Baudelaire, Paul Verlaine und Stéphane Mallarmé, aber auch Émile Verhaeren. Seine Lebensauffassung war wissenschaftlich und rational ausgerichtet.
Als Übersetzer übertrug er u. a. Werke von Vergil, Dante Alighieri, Johann Wolfgang von Goethe, Edgar Allan Poe und Verlaine.
- Russkie simwolisty. 1894–95 (Gedichte)
- Chefs d’oeuvre. 1895 (Gedichte)
- Me um esse. 1897 (Gedichte)
- Tertia vigilia. 1900 (Gedichtsammlung)
- Urbi et orbi. 1903 (Gedichtzyklus)
- Kon bled. 1904 (lyrisches Poem)
  - Das fahle Pferd. 1921
- Semlja. 1905 (Drama)
  - Erduntergang. 1909
- Respublika Juschnogo Kresta.(deut. Die Republik des Südkreuzes) 1905 (Erzählung)
  - Die Republik des Südkreuzes. Ein Artikel aus der Sondernummer des „Nordeuropäischen Abendboten“. 1908
- Stephanos. 1906 (Gedichte)
- Ognenny angel. 1908 (historischer Roman)
  - Der feurige Engel. Erzählung aus dem 16. Jahrhundert. 1910
  - Vertonung: Sergei Prokofjew, Oper 1928
- Altar pobedy. 1911 (historischer Roman)
  - Der Siegesaltar. 1913. Übersetzt von Nadja Strasser.

## Übersetzungen ins Deutsche
- Valerij Brjusov: Ich ahne voraus die stolzen Schatten: Gedichte. Aus dem russischen Original nachgedichtet von Elke Erb, Roland Erb und Uwe Grüning. Hrsg. und mit einem Nachwort versehen von Klaus Städtke. Russisch/Deutsch. Berlin (DDR): Volk und Welt 1978.
- Waleri Brjussow: Erweckt mich nicht! Deutsch von Heinz Kübart. Aus "Der Wurfspieß des Odysseus", Verlag Neues Leben, Berlin 1981